# Stazione di Catania Europa
La stazione di Catania Europa è una fermata ferroviaria posta al km 241+882 della linea ferroviaria Messina-Siracusa. È posta a fianco del deposito locomotive di Catania, allo sbocco della galleria di Ognina a quota sottostante il viale Africa.

## Storia
La fermata venne costruita tra il 2010 e il 2016 in concomitanza con la costruzione del secondo binario del passante ferroviario di Catania; fu attivata il 18 giugno 2017. Non ha fabbricato viaggiatori ma soltanto pensiline costruite di fianco agli edifici del deposito locomotive, a poca distanza dal mare. È una delle stazioni del passante ferroviario di Catania.

## Strutture e impianti

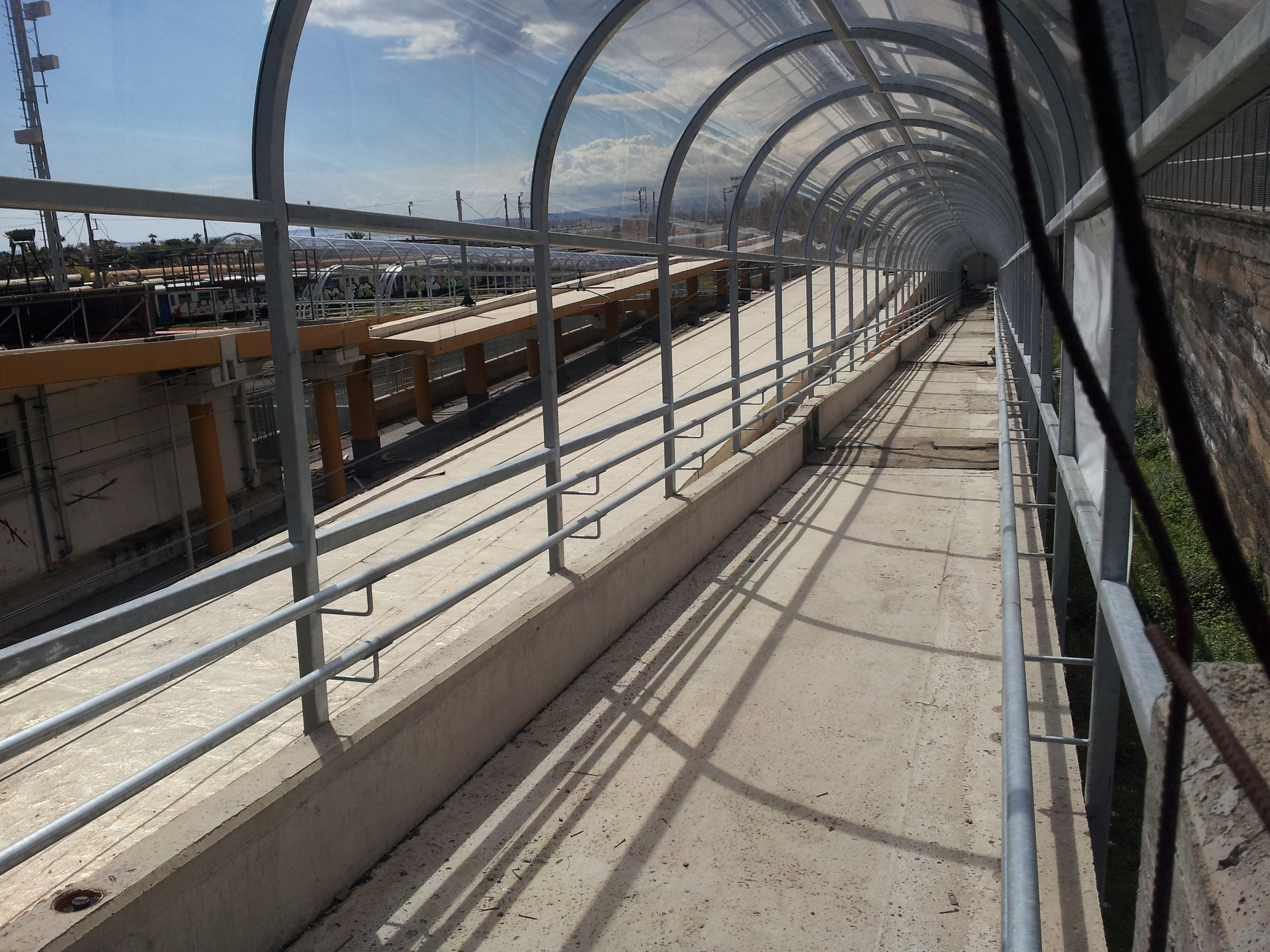
Rampe di accesso coperte, lato nord

La stazione è posta tra lo sbocco sud della galleria di Ognina e gli scambi di ingresso della stazione di Catania Centrale. È costituita da due marciapiedi della lunghezza di 125 m coperti da pensiline e vi si accede mediante rampe in discesa dalla piazza Europa soprastante. Le rampe sono interamente protette da coperture in plexiglas.

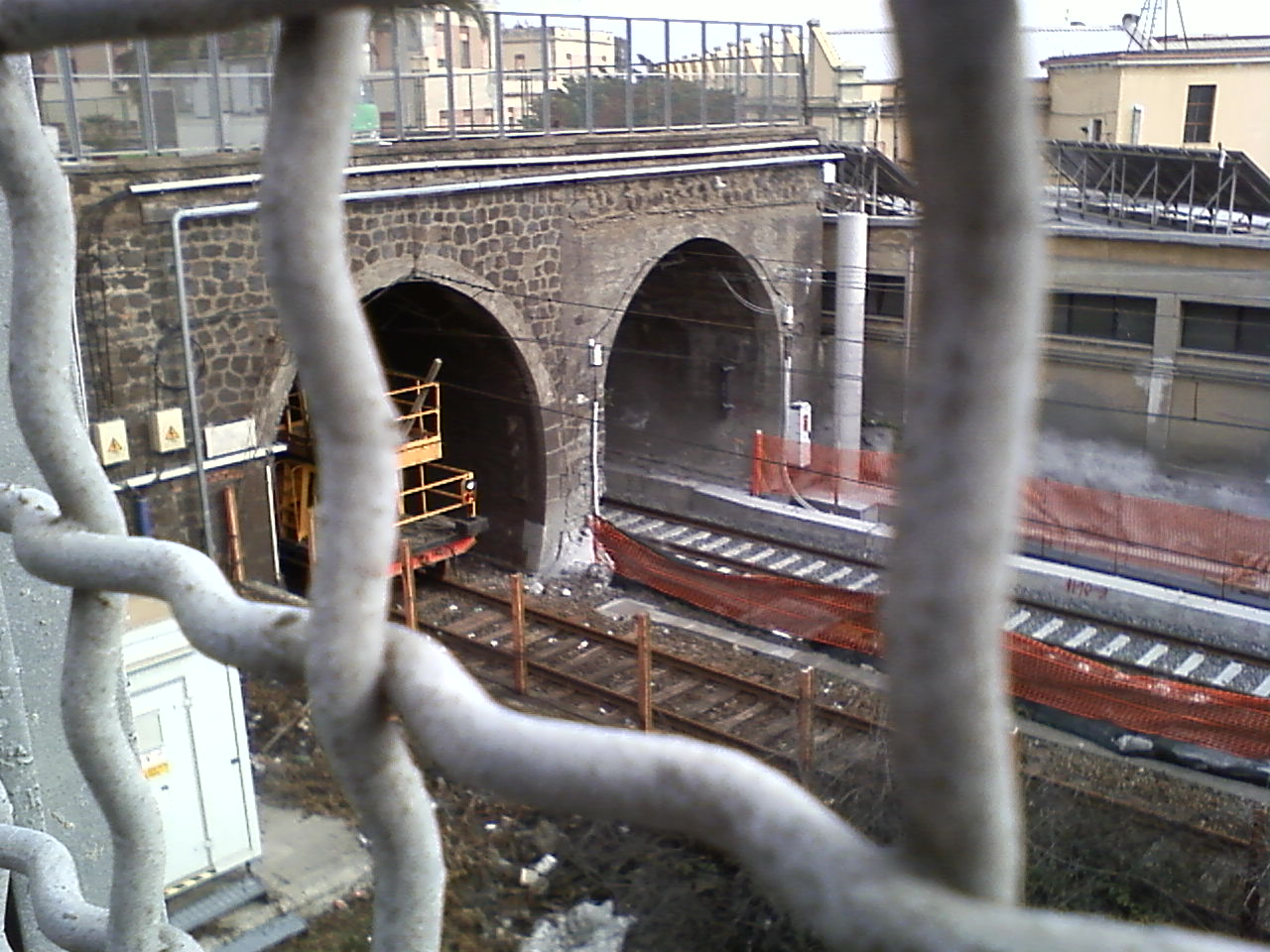
Imbocco della galleria di Ognina; adiacente ad essa le banchine e le pensiline della stazione ancora in costruzione